# Jasna Poljana (Kramatorsk)
Jasna Poljana (ukrainisch Ясна Поляна; russisch Ясная Поляна Jasnaja Poljana) ist eine Siedlung städtischen Typs in der Oblast Donezk im Osten der Ukraine mit etwa 2100 Einwohnern (2016).
Jasna Poljana besitzt seit 1962 den Status einer Siedlung städtischen Typs, die Ortschaft liegt im Norden der Oblast Donezk am Ufer der Majatschka (Маячка), einem Zufluss des Kasennyj Torez, zwischen Kramatorsk im Osten und Schabelkiwka im Westen.
Am 12. Juni 2020 wurde die Siedlung ein Teil neugegründeten Stadtgemeinde Kramatorsk, bis dahin war sie Teil der Siedlungsratsgemeinde Schabelkiwka als Teil der Stadtratsgemeinde von Kramatorsk.
Am 17. Juli 2020 wurde der Ort ein Teil des Rajons Kramatorsk.